# Fuerte de San Damián
El Fuerte de San Damián es una batería-fortificación abaluartada situada en el municipio gallego de Ribadeo. Situado a orillas de la Ría de Ribadeo, su función fue la defensa del astillero y puerto de Ribadeo ante posibles ataques desde el mar.

## Historia

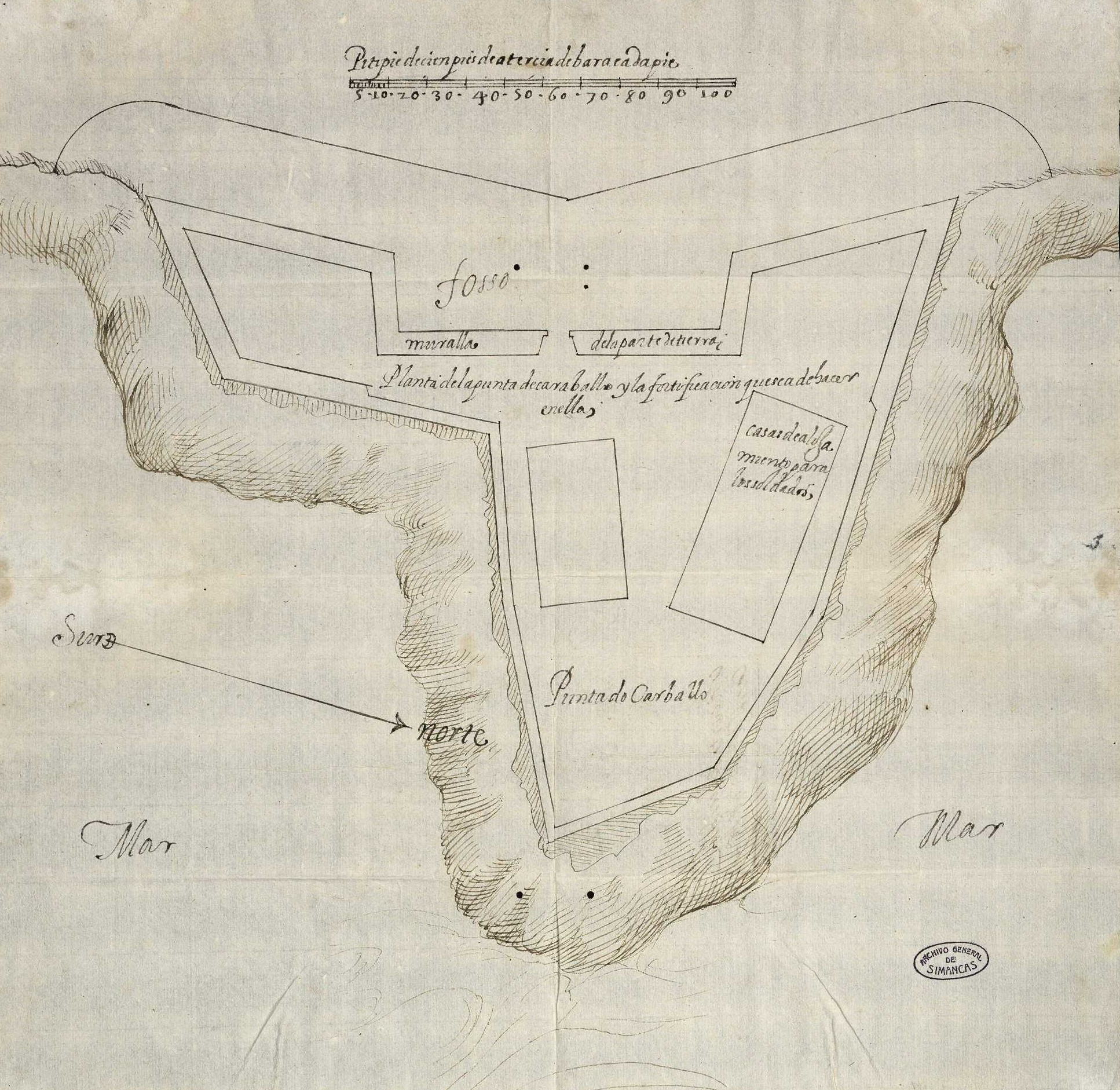
Proyecto de fortificación en la "Punta do Carballo" - Bartolomé Muñiz (1605)

El primer proyecto de construcción de una fortificación en este lugar fue diseñado por el alférez Bartolomé Muñiz en el año 1605, ante las alertas de posibles ataques de holandeses y de piratas berberiscos al astillero de Ribadeo, en el que se construían varios galeones de guerra para la Armada de la Guarda de la Carrera de Indias. Aunque este proyecto fue elevado al rey Felipe III por Luis Carrillo de Toledo, Capitán General del Reino de Galicia, nunca llegó a construirse.

### El primer Fuerte de San Damián (1624)
La primera fortificación fue construida en octubre de 1624 por orden de Juan Alonso Idiáquez y Butrón, marqués de San Damián y Capitán General del Reino de Galicia, ante el aviso de un inminente ataque de una flota holandesa al astillero ribadense, en el marco de la Guerra de los Ochenta Años. Las obras fueron dirigidas por los capitanes Andrade, Juan Ordóñez y Luis Daza de Valladolid. Fue artillada inicialmente con cuatro piezas de hierro colado traídas de A Coruña.
Aquella primera fortificación fue reforzada y ampliada ante las sucesivas alertas de posibles ataques desde el mar en los años 1628, 1632 y 1639, siendo abandonado durante los períodos de calma. En 1638 ya disponía de ocho piezas de artillería de hierro colado, al ser situadas en él otras cuatro piezas traídas a Ribadeo en 1622 por orden de Rodrigo Pacheco y Osorio, marqués de Cerralbo, que estaban situadas en el baluarte de A Atalaya. 
La población de Ribadeo reclamó en varias ocasiones la retirada de la artillería y el desmantelamiento del propio Fuerte, especialmente a Pedro Álvarez de Toledo, Capitán General del Reino de Galicia, en 1638 durante el Sitio de Fuenterrabía, ante el temor a ser tomado en caso de ataque enemigo y ser utilizada la artillería contra la propia villa.

### Destrucción del primer Fuerte de San Damián (1719)
El 27 de septiembre de 1719, durante la Guerra de la Cuádruple Alianza, pocos días antes de la Toma de Vigo, el Fuerte de San Damián de Ribadeo fue tomado por los ingleses, que lo destruyeron completamente, inutilizando y arrojando las piezas de artillería al mar. 

### Reconstrucción durante la Guerra del Asiento (1743)
Fue reconstruido en el verano de 1743, durante la Guerra del Asiento siendo Juan Vergel y Reyllo ingeniero en jefe de Galicia, encargándose de la dirección de las obras Arnaldo Hontabat.

### El segundo Fuerte de San Damián (1764)
En el año 1763, siendo Carlos Francisco de Croix Capitán General del Reino de Galicia, fue ampliado y reformado íntegramente según proyecto del ingeniero Francisco Llovet, conservado en el Archivo General de Simancas. Es el trazado que presenta íntegro e inalterado en la actualidad. Llegó a disponer de once piezas de artillería cuyo cuidado corría a cargo de los soldados y vecinos, que se tenían que turnar para hacer las guardias. Fue objeto de algunas pequeñas reformas en su distribución interior en el año 1769, según diseño del ingeniero Baltasar Ricaud. 

### Desmantelamiento y abandono (1809)
Fue desmantelado por el ejército español a finales de enero de 1809, al inicio de la Guerra de la Independencia, ante la inminente llegada a Ribadeo por tierra de las tropas napoleónicas de Françoise Fournier. Fue definitivamente abandonado en el verano de 1810, viéndose sometido al saqueo del vecindario, tras haberse establecido en él durante unos meses el Hospital Militar de Asturias al ser levantado el situado en Oviedo con la llegada de los franceses.

### Restauración
Tras varios intentos fallidos de ser entregado a la Hacienda Civil a finales del siglo XIX, finalmente fue cedido por el ministerio del Ejército al ayuntamiento de Ribadeo en el año 1965, que llevó a cabo su restauración en 1990, según proyecto del arquitecto ribadense Ernesto Cruzado Estévez, siendo alcalde Eduardo Gutiérrez Fernández.
Está protegido bajo el amparo del decreto nº 125 de 5 de mayo de 1949 y declarado BIC en 1994.
En la actualidad se encuentra en proceso de diseño en él de un Centro de Interpretación de las Defensas Costeras de Ribadeo, coincidiendo con la celebración del 400 aniversario de la construcción de la primera fortificación.